# Manaraga
Manaraga (azbukou Манарага) je hora v Komijské republice v Rusku, vysoká 1662 metrů. Nachází se v Připolárním Uralu 15 km západně od jeho nejvyššího vrcholu Narodnaja. Hora je součástí národního parku Jugyd Va.
Ernst Reinhold Hofmann uvádí, že název znamená v něnečtině „podobná medvědí tlapě“ a je odvozen od charakteristického tvaru hory, z jejíhož vrcholu vybíhá sedm ostrých útesů. Výstup vyžaduje horolezeckou průpravu a adaptaci na drsné klimatické podmínky. Až do měření, které provedl v roce 1927 Alexandr Nikolajevič Aleškov, byla Manaraga považována za nejvyšší horu Uralu.
Hory je také známá jako dějiště stejnojmenného románu Vladimira Sorokina.